# Mohamed Nagy
Mohamed Nagy Ismail Afash (Damanhur, 30 oktober 1984) - alias Gedo ('opa') - is een Egyptische profvoetballer die bij voorkeur als aanvaller speelt. Hij verruilde in juli 2010 Ittehad Alexandria voor Al-Ahly.
Gedo werd met vijf doelpunten topscorer van de African Cup of Nations 2010. In de finale maakte hij het enige doelpunt tegen Ghana. Alle vijf doelpunten maakte hij tijdens evenzovele invalbeurten. Hij werd uitgeroepen tot de speler van het toernooi.